# (136) Австрия
(136) Австрия (нем. Austria) — астероид из группы главного пояса, который относится к железным астероидам спектрального класса M. Он был открыт 18 марта 1874 года австрийским астрономом Иоганном Пализой в Австро-венгерской морской обсерватории в Пуле и назван в честь Австрии, государства в Центральной Европе. 

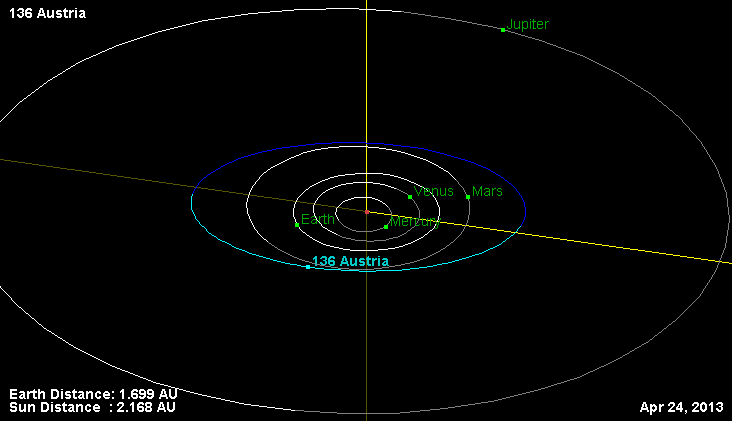
Орбита астероида Австрия и его положение в Солнечной системе

По другим данным астероид скорее ближе к классу S. У астероида не было замечено характерных особенностей поглощения в ближнем инфракрасном диапазоне, что может указывать на присутствие в составе поверхности железа или энстатитового хондрита. Также в 2006 году была обнаружена слабая гидратация поверхностных пород.
Фотометрические наблюдения, проведённые в 1981 году астрономами Южной Европейской обсерватории, позволили получить кривые блеска этого тела, из которых следовало, что период вращения астероида вокруг своей оси равняется 1,5 ± 0,1 часа с колебанием яркости 0,4 m. По состоянию на 2013 год расчётный период вращения составляет 11,4969 часа.